# TV Okey
RTM TV Okey （风格化为OKEY ）是马来西亚广播电台运营的一个免费电视频道，致力于面向东马来西亚人和城市年轻人。   该频道于2018年3月21日开播，以英语、马来语和东马来西亚语言（如巴瑶语、杜顺语、卡达山语（沙巴）和伊班语（砂拉越））播出节目。 
该频道的名称是“机会（opportunity）”、“知识（knowledge）”、“经验（experience）”和“你的（yours）”的首字母缩写。 它还转播精选体育赛事。

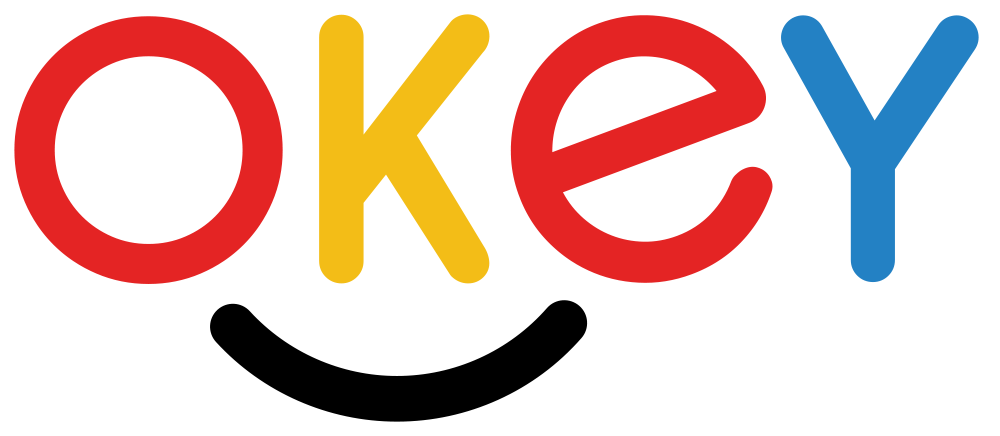
TV Okey台微2018年3月21日至2019年3月21日

## 历史
此前，马来西亚广播电视台 (Radio Televisyen Malaysia) 曾运营马来西亚电视第三网络 (Televisyen Malaysia Rangkaian Ketiga)，该网络接收了沙巴州政府于 1970年至1975年间运营的沙巴电视台的运营，并在后来的合并中将其电波扩展到砂拉越， Rangkaian Ketiga随后于1984年解散。
2006年至2018年期间，RTM在选定家庭和付费电视网络Astro 180频道进行数字地面电视 (DTT) 广播试验期间推出了三个测试频道，即RTMi、RTM Muzik Aktif (Active Music) 和 TVi (TV Interaktif/TV Interactive)。    RTMi 是一个每天从 7:00 开始播放RTM1和RTM2节目预告的频道，共播放5小时 下午12:00至 下午12:00 上午，  RTM Muzik Aktif是一个音乐频道，播放马来西亚主流和独立音乐以及音乐类节目  而TVi是一个推广东马来西亚文化的频道。   2010年代初，RTM曾计划为沙巴和砂拉越推出单独的重点电视频道，但最终未能实现。不过，在砂拉越，国家电视台计划后来由砂拉越媒体集团承担，该集团于2020年10月10日推出TVS。  
TV Okey于2018年3月21日晚上在沙巴哥打京那巴鲁的希尔顿酒店举行推介会。    2019年4月1日，TVOkey 为庆祝RTM成立73周年，开始进行高清电视广播，并通过110频道的myFreeview DTT服务独家提供 自2020年4月6日起，教育电视 (TV Pendidikan) 每天在 Kelas@Rumah (Class@Home) 节目下播出，标志着其时隔20年重返马来西亚广播电视台（RTM）。   